# Peter Green
Peter Green (numele de scenă al lui Peter Allen Greenbaum, n. 29 octombrie 1946, Londra, Anglia, Regatul Unit – d. 25 iulie 2020, Canvey Island⁠(d), Anglia, Regatul Unit) a fost un chitarist și cântăreț englez, fondatorul formației Fleetwood Mac.